# Língua abidji
Abidji (também conhecida como Abiji e Ambidji) é uma língua de falada na Costa do Marfim de classificação incerta dentro do ramo das línguas  [línguas kwa|Kwa]] das línguas atlântico-congolesas família.

## Dialetos
Possui dois dialetos: "enyembe" e "ogbru". Os nomes desses dialetos são usados pelos membros desses grupos étnicos falantes de Abidji para se referirem a si mesmos. O nome Ambidji foi dado à língua pelos vizinhos desses grupos.

## Vilas
Abidji é falada nas seguintes vilas consta-marfinenses:
| Nome da Vila | Nome nativo (IPA)                                        |
| ------------ | -------------------------------------------------------- |
| Soukoukro    | sukwebi                                                  |
| Badasso      | gbadatɛ                                                  |
| Elibou       | elibu                                                    |
| Sahuyé       | sayjɛ                                                    |
| gomon        | goma                                                     |
| Yaobou       | mandíbula; joabu ;djabõ ; nadja côtôcô ; Amoubroussandou |
| Sikensi      | sikãsi                                                   |
| Bécédi       | Besedi                                                   |
| Brafoueby    | brafwebi                                                 |
| Bakanou A, B | gbakamɔ̃                                                  |
| Katadji      | kalaɟi                                                   |
| Abiéhou      | abjeu                                                    |
| Akakro       | akabi                                                    |
| Ahimangbo    | emãgbo                                                   |
| Akoungo      | akpũmbu                                                  |

## Escrita
Abidji is written with a Latin alphabet, using the graphemes of da “Orthographe pratique des langues ivoiriennes” A letra [[Y]|upsilon]] ‹ Ʊ, ʊ › é frequentemente substituído pelo Ʋ|V com gancho ‹ Ʋ, ʋ ›.
| Maiúsculas | Maiúsculas | Maiúsculas | Maiúsculas | Maiúsculas | Maiúsculas | Maiúsculas | Maiúsculas | Maiúsculas | Maiúsculas | Maiúsculas | Maiúsculas | Maiúsculas | Maiúsculas | Maiúsculas | Maiúsculas | Maiúsculas | Maiúsculas | Maiúsculas | Maiúsculas | Maiúsculas | Maiúsculas | Maiúsculas | Maiúsculas | Maiúsculas | Maiúsculas | Maiúsculas | Maiúsculas | Maiúsculas |
| ---------- | ---------- | ---------- | ---------- | ---------- | ---------- | ---------- | ---------- | ---------- | ---------- | ---------- | ---------- | ---------- | ---------- | ---------- | ---------- | ---------- | ---------- | ---------- | ---------- | ---------- | ---------- | ---------- | ---------- | ---------- | ---------- | ---------- | ---------- | ---------- |
| A          | B          | C          | D D        | E          | Ɛ          | F          | G          | Gb         | J J        | I I        | Ɩ          | K          | Kp         | L          | M          | N          | Ny         | O          | Ɔ          | P          | R          | S          | T          | U          | Ʊ / Ʋ      | W          | Y          | ʔ          |
| Minúsculas |            |            |            |            |            |            |            |            |            |            |            |            |            |            |            |            |            |            |            |            |            |            |            |            |            |            |            |            |
| a          | b          | c          | d          | e          | ɛ          | f          | g          | gb         | j          | i          | ɩ          | k          | kp         | l          | m          | n          | ny         | o          | ɔ          | p          | r          | s          | t          | u          | ʊ / ʋ      | w          | y          | ʔ          |
| Fonologia  |            |            |            |            |            |            |            |            |            |            |            |            |            |            |            |            |            |            |            |            |            |            |            |            |            |            |            |            |
| /a/        | /b/        | /tc/       | /d/        | /e/        | /ɛ/        | /f/        | /ɡ/        | /ɡ͡b/       | /dɟ/       | /i/        | /ɪ/        | /k/        | /k͡p/       | /l/        | /m/        | /n/        | /ɲ/        | /o/        | /ɔ/        | /p/        | /r/        | /s/        | /t/        | /u/        | /ʊ/        | /w/        | /j/        | /ʔ/        |

As vogais nasais são escritas com ‹ n › (‹ m › antes de ‹ p › e ‹ b ›) : ‹ an, en, ɛn, in, on, ɔn, un, ʊn ou ʋn, ɩn ›.

## Fonologia
|                        | Bilabial | Labio-dental | Alveolar | Palatal | Velar | Labial–velar | Glotal |
| ---------------------- | -------- | ------------ | -------- | ------- | ----- | ------------ | ------ |
| Plosiva                | p b      |              | t d      |         | k ɡ   | k͡p ɡ͡b        | ʔ      |
| Nasal                  | m        |              | n        | ɲ       |       |              |        |
| africada não sibilante |          |              |          | cç ʝ    |       |              |        |
| Fricativa Sibilante    |          | s            |          |         |       |              |        |
| Não Fricativa          |          | f            |          |         |       |              | h      |
| Aproximante            |          |              |          | j       |       | w            |        |
| Vibrantel              |          |              | r        |         |       |              |        |
| Lateral approximante   |          |              | l        |         |       |              |        |

## Amostra de texto
Sigi muɛ, ɛkpɩsɩ bibi lɩ obuɛ hɔ ebi ɛnɛɛ eyi bibi frɛ hɔ nɛnɩnɩ ebi cɔ́ nnɔ lɛ. Ɛnɛɛ ɛkpɩsɩɛnɛ mʊ tɛ ɛbɩɛ, Kanʊmba frɛ nɔ́ tɛ. Ɛnɩnɩ jʊma lɔkʊɛ nidiɛ, ɛnɛɛ lɩ kpɛʔʊɔʊn.